# Peter Henry Emerson

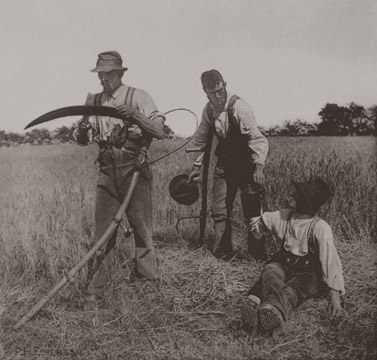
Peter Henry Emerson: Sklizeň ječmene, asi 1886

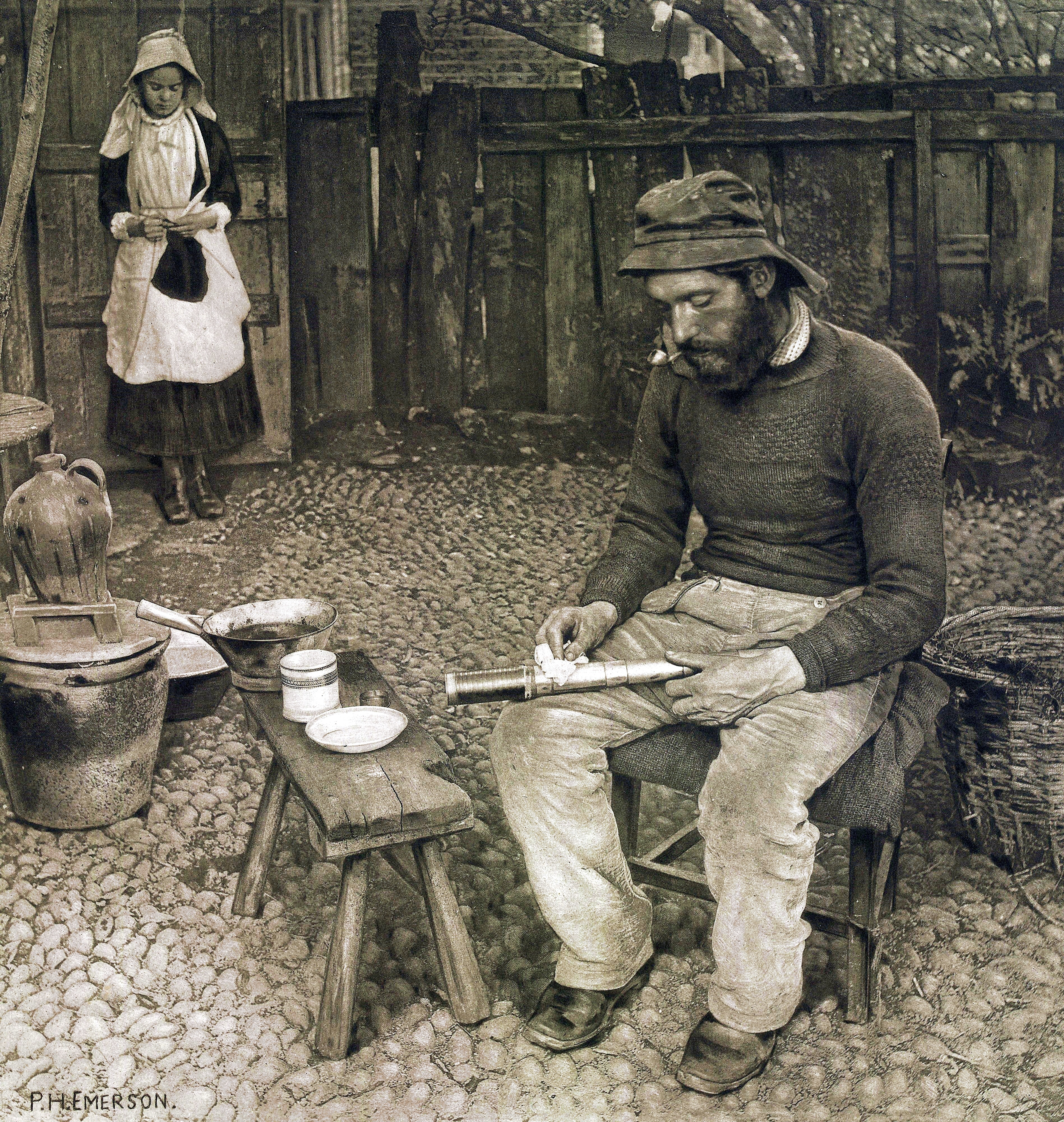
Rybář doma, 1887

Peter Henry Emerson (13. května 1856 Sagua la Grande, Kuba – 12. května 1936 Falmouth, Spojené království) byl britský fotograf, zakladatel naturalistické fotografie.

## Životopis
Narodil se na Kubě anglické matce a americkému otci v roce 1856. Většinu mládí však strávil v Nové Anglii na severu Spojených států amerických. Od roku 1869 žil v Anglii, kde studoval Univerzitě v Cambridgi. V roce 1885 zde získal doktorát. O rok později opustil povolání lékaře a stal se fotografem a spisovatelem. Během studia medicíny získal poznatky o zákonitostech optiky, které později uplatnil v praxi. Zemřel v roce 1936 v jihoanglickém Falmouthu.

## Dílo
Je zakladatelem a duchovním otcem „naturalistické fotografie“. Jeho fotografická tvorba byla přímou reakcí na anglický piktorialismus, reprezentovaný Henry Peach Robinsonem, který si liboval v hraných výjevech a montážích. Naproti tomu Peter Henry Emerson razil heslo „věrohodnost zobrazení podle přírody“. Tvrdil, že úkolem umělce není zobrazovat svět pomocí triků a klamů, ale chtěl naopak zachytit svět tak, jak ho vidí lidské oko. Za svůj vzor v tomto pohledu považoval staré Řeky, Leonarda da Vinciho a malíře „naturalistické školy“.
Jako velkého milovníka přírody ho inspiroval drsný pobřežní kraj v Norfolku na severovýchodu Anglie. Zde dokumentoval život místních rybářů a venkovanů. Vždy šlo o snímky reality bez dalších úprav, odmítal dokonce i následné drobné retuše. Současně věřil, že fotografie je umění a nikoliv pouze mechanická reprodukce. Své názory shrnul v roce 1889 v knize „Naturalistická fotografie“. Kniha vyvolala velký ohlas a vášnivé diskuze.
Během několika let u něho došlo k úplné změně stanoviska. V knize Smrt naturalistické fotografie odvolal své předchozí názory. Odklonil se od naturalistické fotografie s tím, že neposkytuje dostatečný prostor pro umělecký vklad autora, přesto jeho myšlenky stačily získat tak velkou publicitu, že ovlivňují uměleckou fotografii do dnešních dnů.
Dalším výrazným „naturalistickým fotografem“ byl Francis Meadow Sutcliffe, jehož nejčastějším motivem bylo moře, lodě a přístavy. V tomto duchu tvořili také Lyddell Sawyer, Benjamin Gay Wilkinson nebo George Davison.

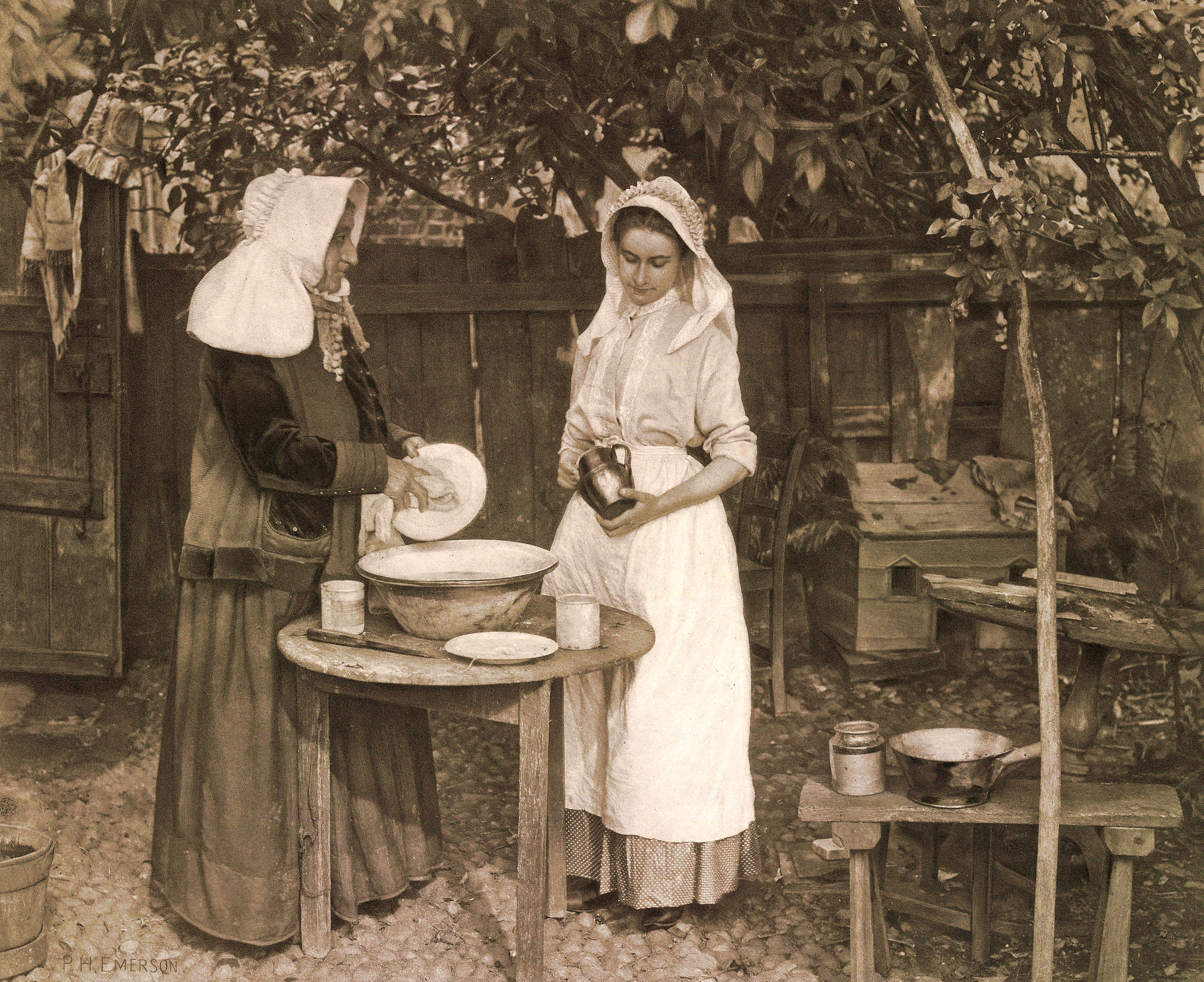
Confessions z Emersonovy knihy Pictures From Life In Field And Fen, 1887

## Výběr publikací
- Life and Landscape on the Norfolk Broads. London: Sampson Low, Marston, Searle and Rivington, 1886. (anglicky)
- Idyls of the Norfolk Broads. London: The Autotype Company, 1887. (anglicky)
- Pictures from Life in Field and Fen. London: G. Bell and Sons, 1887. (anglicky)
- Pictures of East Anglian Life. London: Sampson Low, Marston, Searle and Rivington, 1888. (anglicky)
- Naturalistic Photography for Students of Art. London: Sampson Low, Marston, Searle and Rivington, 1889. Dostupné online. (anglicky)
- Wild Life on a Tidal Water. London: Sampson Low, Marston, Searle and Rivington, 1890. (anglicky)
- The Death of Naturalistic Photography. London: Emerson, 1891. (anglicky)